# Acianthera glanduligera
Acianthera glanduligera  es una especie de orquídea. Es originaria de  Brasil. 

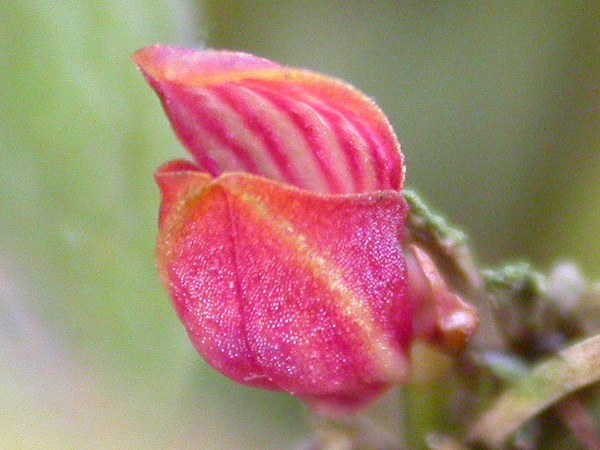
Vista de la flor

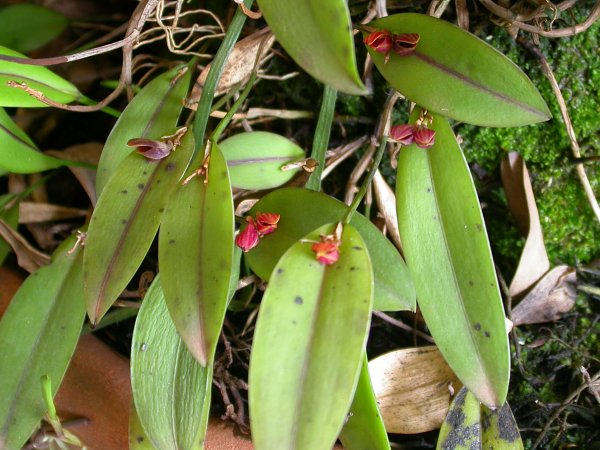
Vista de la hojas

## Descripción
Es una orquídea de tamaño pequeño, con hábitos de epífita que prefiere el clima fresco y crece en un tallo cilíndrico erecto  envuelto basalmente por unas vainas tubulares y con una sola hoja apical, erecta, coriácea, elíptica, rígida, sésil ovada o lanceolada, con manchas rojizas. Florece desde el otoño hasta la primavera en una corta inflorescencia con  1 a 2 flores, inflorescencia racemosa.
Esta especie se considera, a menudo, por algunos autores como sinónimo de P saundersiana pero difiere en que tiene el sépalo dorsal unido a los laterales y tiene una forma cóncava y obovada el sépalo dorsal.

## Distribución y hábitat
Se encuentra en el este de Brasil a una altitud de alrededor de 900 metros. 

## Taxonomía
Acianthera glanduligera fue descrita por (Lindl.) Luer  y publicado en Monographs in systematic botany from the Missouri Botanical Garden 95: 253. 2004.
Etimología
Acianthera: nombre genérico que es una referencia a la posición de las anteras de algunas de sus especies.
glanduligera: epíteto latín que significa "con glándulas".
Sinonimia
- Acianthera cearensis (Schltr.) Pridgeon & M.W.Chase
- Acianthera cryptoceras (Rchb.f.) F.Barros
- Acianthera iguapensis (Schltr.) F.Barros	S
- Anathallis iguapensis (Schltr.) Pridgeon & M.W.Chase
- Humboltia glanduligera (Lindl.) Kuntze
- Pleurothallis altoserrana Hoehne
- Pleurothallis cearensis Schltr.
- Pleurothallis cryptoceras Rchb.f.
- Pleurothallis glanduligera Lindl.
- Pleurothallis iguapensis Schltr.[4][5]